# Embajadores imperiales en Inglaterra
Los embajadores imperiales en Inglaterra fueron los diplomáticos representantes de mayor rango del Sacro Imperio Romano Germánico y por extensión de España en el Reino de Inglaterra desde 1514 a 1555. Como embajadores de una de las grandes potencias de la época, la influencia de algunos de ellos, como Íñigo López de Mendoza y Zúñiga y Eustace Chapuys, en eventos como la alianza angloimperial o la separación de Enrique VIII y Catalina de Aragón fue determinante.

## Embajadores
- Bernardo de Mesa, diciembre de 1514 (primer embajador, enviado por Fernando II de Aragón) - marzo de 1523.
- Louis of Praet, mayo de 1522 - mayo de 1525.
- Jean de le Sauch, febrero de 1525 - agosto de 1525.
- Jean Jonglet, julio de 1525 - julio de 1526.
- George of Theimseke, julio de 1526 - enero de 1527.
- Íñigo López de Mendoza y Zúñiga, diciembre de 1526 - junio de 1529.
- Eustace Chapuys, septiembre de 1529 - mayo de 1545
- Philippe Maioris, marzo de 1539 - septiembre de 1540
- François van der Delft, noviembre de 1544 - mayo/junio de 1550
- Jean Scheyfve, mayo de 1550 - octubre de 1553
- Simon Renard, junio de 1553 - mayo de 1555